# Cap Masoala
Pour les articles homonymes, voir Masoala.
Le cap Masoala est un cap de Madagascar, île et État du sud-ouest de l'océan Indien. Pointe d'une presqu'île appelée presqu'île de Masoala, il marque la limite nord-est de la baie d'Antongil, la principale baie du pays. Ce faisant, il constitue le point le plus oriental de Madagascar.